# سیارک ۳۲۱۰
سیارک ۳۲۱۰ (به انگلیسی: 3210 Lupishko، نامگذاری:1983WH1) سه هزار و دویست و دهمین سیارک کشف شده‌است که در ۲۹ نوامبر ۱۹۸۳ کشف شد.
قدر مطلق سیارک برابر ۱۱٫۲۰ است.